# Hunchun
Hunchun (chiń. 珲春; pinyin Húnchūn; kor. 훈춘) – miasto na prawach powiatu w północno-wschodnich Chinach, w prowincji Jilin, na terenie koreańskiej prefektury autonomicznej Yanbian. Ośrodek produkcji owoców morza, sprzętu elektronicznego, środków farmaceutycznych oraz wyrobów tekstylnych.
W południowym krańcu miasta znajduje się trójstyk na granicy Chin, Korei Północnej oraz Rosji.
Powierzchnia całkowita Hunchun wynosi 5145 km² (z czego strefa zurbanizowana zajmuje 125,85 km²). Liczba mieszkańców sięga ok. 250 000, z czego 48% populacji stanowią Chińczycy Han. Pozostałe grupy etniczne to: Koreańczycy – 42% oraz Mandżurowie – 9%.
Miasto od 785 do 793 roku było stolicą koreańskiego państwa Balhae, zwaną wówczas Wschodnią stolicą (chiń. 东京; pinyin Dongjing).